# Công trường La Mã
Công trường La Mã (tiếng Latinh: Forum Romanum, tiếng Ý: Foro Romano) là một quảng trường chữ nhật được bao quanh bởi các tàn tích kiến trúc cổ đại quan trọng ở trung tâm thành phố Roma. Công dân cổ đại của thành phố thường gọi nơi này (nguyên thủy là một khu họp chợ) là Công trường Lớn (Forum Magnum) hay đơn giản chỉ là Công trường (Forum).
Trong nhiều thế kỷ, Công trường La Mã là nơi trung tâm trong cuộc sống sinh hoạt thường nhật tại Roma: là địa điểm của những cuộc diễu binh thắng trận và bầu cử; nơi tụ tập để nghe thông báo công khai, tổ chức các phiên xét xử và các trận võ sĩ giác đấu; và là khu vực trung tâm cho việc giao thương. Nơi này đặt những bức tượng và tượng đài để kỷ niệm vinh danh những vĩ nhân của thành phố. Là nơi tập trung tề tựu của thành La Mã cổ đại, Công trường đã trở thành nơi gặp gỡ nổi tiếng nhất trên thế giới và trong mọi sử sách.
Tọa lạc tại thung lũng nhỏ giữa đồi Palatinus và đồi Capitolinus, Công trường La Mã hiện nay là một tàn tích đa dạng gồm các bộ phận kiến trúc rời rạc và công cuộc khai quật khảo cổ liên tục đã thu hút trên 4,5 triệu lượt du khách tham quan mỗi năm. Nhiều công trình lâu đời nhất và quan trọng nhất của thành Roma cổ nằm trong khu vực Công trường hoặc gần đó. Các đền đài và điện thờ đầu tiên của Vương quốc La Mã nằm ở rìa phía đông nam. Chúng bao gồm dinh thự hoàng gia cổ xưa, Regia (thế kỷ thứ VIII TCN), và Đền Vesta (thế kỷ thứ VII TCN), cũng như khu phức hợp tu nữ Vesta xung quanh, tất cả đều được xây dựng lại sau sự trỗi dậy của Đế quốc La Mã.
Các ngôi đền cổ khác ở phía tây bắc, như Umbilicus Urbis và điện thờ Vulcan, được phát triển thành hội trường chính thức của nền Cộng hòa La Mã. Đây là nơi mà Viện Nguyên lão cũng như chính quyền của nền Cộng hòa bắt đầu. Viện Nguyên lão, trụ sở chính quyền, tòa án, đền thờ, đài tưởng niệm và các bức tượng dần dần làm huyên náo khu vực.
Theo thời gian, hội trường cổ đã được thay thế bởi Công trường liền kề rộng lớn hơn và trọng tâm của hoạt động tư pháp được chuyển đến Basilica Aemilia mới (179 TCN). Khoảng 130 năm sau, Julius Caesar xây dựng Basilica Giulia, cùng với Curia Giulia mới, tái bổ nhiệm cả Viện Nguyên lão và cơ quan tư pháp. Công trường mới này sau đó đã đóng vai trò như là một quảng trường trung tâm của thành phố nơi người dân Roma có thể hội họp cho các mục đích thương mại, chính trị, tư pháp và tôn giáo với số lượng lớn hơn bao giờ hết.
Sau cùng các nhu cầu giao thương và xét xử dần rút khỏi Công trường La Mã đã chuyển đến những nơi kiến trúc lớn hơn và xa hoa hơn (Công trường Traianus và Basilica Ulpia) về phía bắc. Triều đại của Constantinus Đại đế đã chứng kiến việc xây dựng phần mở rộng lớn cuối cùng của khu phức hợp Công trường La Mã - Basilica Maxentius (312 AD). Điều này đã khôi phục lại vị thế trung tâm chính trị cho Công trường La Mã cho đến khi Đế quốc Tây La Mã sụp đổ gần hai thế kỷ sau đó.

## Lịch sử

### Trung Cổ
Dân số của thành phố (ước tính) đã giảm mạnh từ 750.000–800.000 dân xuống còn 450.000 dân vào năm 450 Công nguyên và tiếp tục giảm xuống còn 250.000 dân vào năm 500 Công nguyên. Các khu vực đông dân cư đã thu hẹp lại về phía sông. Những nỗ lực tích cực đã được thực hiện để giữ cho Forum (và các cấu trúc Palatine) nguyên vẹn, và đạt được một số thành công nhất định. Vào thế kỷ thứ 6, một số công trình cũ trong Forum bắt đầu được chuyển đổi thành nhà thờ Kitô giáo. Vào ngày 1 tháng 8 năm 608, Cột Phocas, một cột tượng đài của La Mã, được dựng lên trước Rostra và được dành riêng hoặc tiếp tục dành riêng để tôn vinh Hoàng đế Đông La Mã Phocas. Đây được coi là sự bổ sung hoành tráng cuối cùng được thực hiện cho Forum. Hoàng đế Constans đến thăm thành phố vào năm 665 Công nguyên đã tước bỏ những mái nhà bằng chì khiến các công trình hoành tráng bị ảnh hưởng bởi thời tiết và làm cho những công trình này mau xuống cấp. Đến thế kỷ thứ 8, toàn bộ không gian được bao quanh bởi các nhà thờ Kitô giáo thay thế những ngôi đền hoang tàn và đổ nát.